# Luis H. Álvarez

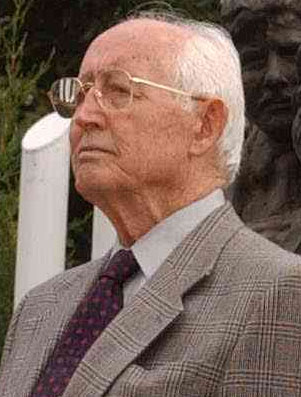
Luis H. Álvarez

Luis Héctor Álvarez Álvarez (Camargo, 25 oktober 1919 – 18 mei 2016) was een Mexicaans zakenman en politicus van de Nationale Actiepartij (PAN).
Álvarez begon zijn politieke carrière in Ciudad Juárez. In 1956 was hij de PAN-kandidaat voor de gouverneursverkiezingen in Chihuahua, maar verloor die aan Teófilo Borunda van de destijds oppermachtige Institutioneel Revolutionaire Partij (PRI), waarschijnlijk na verkiezingsfraude. In 1958 stelde hij zich kandidaat voor het presidentschap. Campagne voeren werd hem door de PRI onmogelijk gemaakt. Hij zat zelfs enige tijd vast wegens het voeren van oppositie. Hij haalde volgens de officiële uitslag 9,42% van de stemmen tegen 90,43% voor Adolfo López Mateos van de PRI.
De jaren daarna richtte hij zich vooral op zakelijke activiteiten in de textielindustrie, maar in de jaren 80 keerde hij weer terug op het politieke toneel. In 1983 werd hij tot burgemeester van Chihuahua gekozen, wat daardoor als een van de eerste grote steden in handen van de oppositie kwam. Toen de PRI bij de gouverneursverkiezingen in Chihuahua in 1986 opnieuw grootschalige fraude pleegde, ging Álvarez voor 40 dagen in hongerstaking. Na zijn burgemeesterschap werd hij in 1987 voorzitter van de PAN. In die tijd verbrak de PAN haar rol als eeuwige oppositiepartij toen de partij voor het eerst een aantal grote successen boekte. Ernesto Ruffo Appel (Neder-Californië), Francisco Barrio Terrazas (Chihuahua) en Carlos Medina Plascencia (Guanajuato) waren onder zijn termijn de eerste niet-PRI politici in meer dan een halve eeuw die tot gouverneur werden gekozen. Desalniettemin beschuldigen tegenstanders binnen de PAN hem ervan de ideologie van de PAN verwaterd te hebben en te veel ruimte te geven aan de neopanistas, de nieuwe stroming binnen de PAN die werd aangevoerd door conservatief-katholieke zakenlieden.
Álvarez trad terug als voorzitter in 1993. Van 1994 tot 2000 was hij senator. In de jaren 90 was hij coördinator van het vredesproces in Chiapas en vanaf 2006 was hij hoofd van de Nationale Commissie voor de Ontwikkeling van de Inheemse Volkeren (CDI).
Álvarez overleed in mei 2016 op 96-jarige leeftijd.
- Bibliothèque nationale de France: cb16950178s (data)
- Gemeinsame Normdatei: 1074969332
- International Standard Name Identifier: 0000 0000 4029 2352
- Library of Congress Control Number: n91075055
- Nederlandse Thesaurus van Auteursnamen: 315621001
- Système universitaire de documentation: 125031106
- Virtual International Authority File: 18862160
- WorldCat: E39PBJjHjCdycMhqMdvYjjHDMP